# Fernando Marés de Souza
Fernando Botelho Marés de Souza (Copenhague, 29 de julho de 1976) é um roteirista, assistente de direção, diretor de cinema brasileiro nascido na Dinamarca.

## Biografia
Seus pais eram brasileiros, o jurista Carlos Frederico Marés de Souza Filho e a bibliotecária Dirce Botelho, e viviam exilados na Dinamarca, destino de diversos perseguidos políticos latino-americanos. Antes que Fernando completasse um ano, a família Marés foi morar em São Tomé e Príncipe, na África, onde seu pai foi trabalhar como consultor da constituição do país, recém-criado após a Independência. Em Julho de 1979, um mês antes da Anistia, o casal Marés retornou para o Brasil, trazendo seus filhos.
Estudou no tradicional Colégio Nossa Senhora de Sion Curitiba, em Curitiba, onde recebeu uma educação clássica e erudita, que despertou o interesse pelo conhecimento, artes e ciências. De seus pais, recebeu uma influência substancial na formação intelectual e ideológica, convivendo com amigos pessoais do casal, como o educador Paulo Freire, o cacique Ailton Krenak e o escritor, roteirista e cineasta Tabajara Ruas. A paixão pelo cinema nasceu quando seu pai, então Presidente da Fundação Cultural de Curitiba, o deixava na antiga Cinemateca do Museu Guido Viaro, na companhia do projecionista Élio Borges, enquanto trabalhava.
Estudou Filosofia na Pontifícia Universidade Católica do Paraná, História na Universidade Federal do Paraná e Comunicação Social na Universidade Tuiuti do Paraná. Em 1995 foi eleito coordenador geral do Centro Acadêmico de História atuando como delegado no 40o. Congresso da União Nacional dos Estudantes em Brasília. Entre 1997 e 2001 participou como aluno e professor de diversas oficinas do Festival de Cinema e Vídeo de Curitiba.
Em 1998, com diversos roteiros de curta-metragem escritos, Fernando se muda para Florianópolis, onde trabalhou com o romancista gaúcho Tabajara Ruas na minissérie Garibaldi in America. Desta parceria nasceu o roteiro de Netto perde sua alma, premiado longa-metragem lançado em 2001.
Entre 1999 e 2001 trabalhou como Assistente de Direção de Tabajara Ruas e Beto Souza na realização de Netto perde sua alma lançado em 2001, que recebe diversos prêmios nos festivais de Gramado, Brasília, Triste e Huelva, incluindo o prêmio de melhor roteiro do Festival de Cinema de Recife. Entre 2001 e 2002 viveu entre Curitiba e Porto-Alegre escrevendo roteiros e dirigindo vídeoclips.
Em 2003, escreveu Caminhos que levam para o Norte, baseado na obra de Eduardo Sganzerla, e reformulou o site Scripts On the Net, lançando o portal Roteiro de Cinema. É indicado ao prêmio da Academia Brasileira de Cinema na categoria melhor roteiro adaptado por Netto perde sua alma.
No ano de 2004, em Porto Alegre, trabalha em parceria com Geraldo Borowski como Roteiristas e Assistentes de Direção no filme de longa-metragem Cerro do Jarau, de Beto Souza. Em Curitiba e no Rio de Janeiro, forma com Maya Da-Rin a equipe de Assistência de Direção do longa Mulheres do Brasil, de Malu de Martino.
Em 2005 participa do longa Garibaldi in America em Santa Catarina, como roteirista e assistente de direção.
Como professor de Roteiro, ministrou cursos e workshops na Arte & Letra e na Academia Internacional de Cinema (AIC)..
Além de editor do portal na internet sobre roteiro audiovisual, Roteiro de Cinema, é criador do blogue Porra, Maurício! que com apenas quinze dias no ar alcançou mais de 1 milhão de acessos em 22 de março de 2010, liderando os blogues da rede Tumblr no Brasil.
Em 2010, depois de fazer parte por 8 anos da Diretoria da Associação Brasileira de Roteiristas, AR, se desligou da entidade num desentendimento público com o presidente, o autor de novelas Marcílio Moraes, e com os conselheiros também autores de teledramaturgia Tiago Santiago e Walcyr Carrasco. É membro AC - Associação de Autores de Cinema.

## Filmografia
- Netto Perde Sua Alma (2001)
- Cerro do Jarau (2005)
- Mulheres do Brasil (2006)